# Parco nazionale delle Colline Chyulu
Il Parco nazionale delle Colline Chyulu è una area naturale protetta del Kenya istituita nel 1983 che riguarda la catena montuosa omonima. Si trova nel Kenya meridionale a circa 200 km a sud-est di Nairobi.

## Territorio
Il parco occupa una superficie di 741 km² che copre il fianco orientale delle colline Colline Chyulu.  Il fianco occidentale delle colline è coperto dalla West Chyulu Game Conservation di proprietà del gruppo Maasai.
Le colline Chyulu sono una formazione di origine vulcanica lunga circa 100 km che si sviluppa da nord-ovest a sud-est fra il deserto di Nyiri e l'altopiano di Yatta, nella Rift valley meridionale. Sono un campo vulcanico, composto da alcune centinaia di coni di cenere e piccoli crateri, formatosi durante il periodo olocenico, di cui il maggiore raggiunge una altitudine di 2.188 m slm. Questi vulcani sono ancora considerati attivi, poiché le loro ultime due eruzioni (Shaitani e Chainu) avvennero nel 1855 Sulle pendici orientali delle colline si trova la cava del Leviatano, uno dei tubi di lava più lunghi al mondo.
All'interno del parco si trova la foresta di Chyulu Hills, un'area di 32.000 ettari di area di biodiversità.
Nel 2010 il complesso costituito dai parchi nazionali dello Tsavo e delle Chyulu Hills sono stati proposti come patrimonio dell'umanità protetti dall'UNESCO. La propostà è tuttora in esame.
Il clima è temperato con intervallo di temperatura fra 20 e 30 °C e precipitazioni annue da 200 mm a 700 mm. Ci sono due stagioni delle piogge: piogge lunghe marzo e aprile e piogge brevi novembre e dicembre.

## Flora
Dal punto di vista ecosistemico l'area fa parte dell'regione della boscaglia e macchia di Acacia-Commiphora settentrionale. Le colline sono relativamente indisturbate e ospitano ancora vegetazione e fauna indigene. Salendo lungo le mpendici delle colline prati e boschetti lasciano il posto a chiazze di foresta montana, principalmente al di sopra dei 1.800 m. La foresta più sviluppata si trova attorno alle vette più alte nella parte centro-meridionale delle colline. Gli alberi caratteristici includono Neoboutonia macrocalyx, Tabernaemontana stapfiana, Prunus africana, Strombosia scheffleri, Cassipourea malosana, Olea capensis e Ilex mitis, con alcune isole di Erythrina abyssinica. Alle quote più basse ci sono aree della foresta di Juniperus procera e, in particolare sulle colate di lava, foresta dominata dalla Commiphora baluensis.

## Fauna
Le Chyulu Hills sono un'importante area di alimentazione per la stagione delle piogge per gli animali selvatici provenienti dai parchi nazionali di Amboseli e Tsavo Ovest e ospitano un vasto assortimento di rettili e mammiferi. Fra questi sono presenti le specie più significative della fauna africana fra cui il bufalo nero (Syncerus caffer), il tragelafo del Capo (Tragelaphus scriptus sylvaticus), l'antilope alcina (Taurotragus oryx), l'elefante africano (Loxodonta africana), il leopardo, (Panthera pardus), l'antilope dei canneti montana (Redunca fulvorufula) , oltre a una delle poche popolazioni selvatiche sopravvissute di rinoceronte nero (Diceros bicornis).

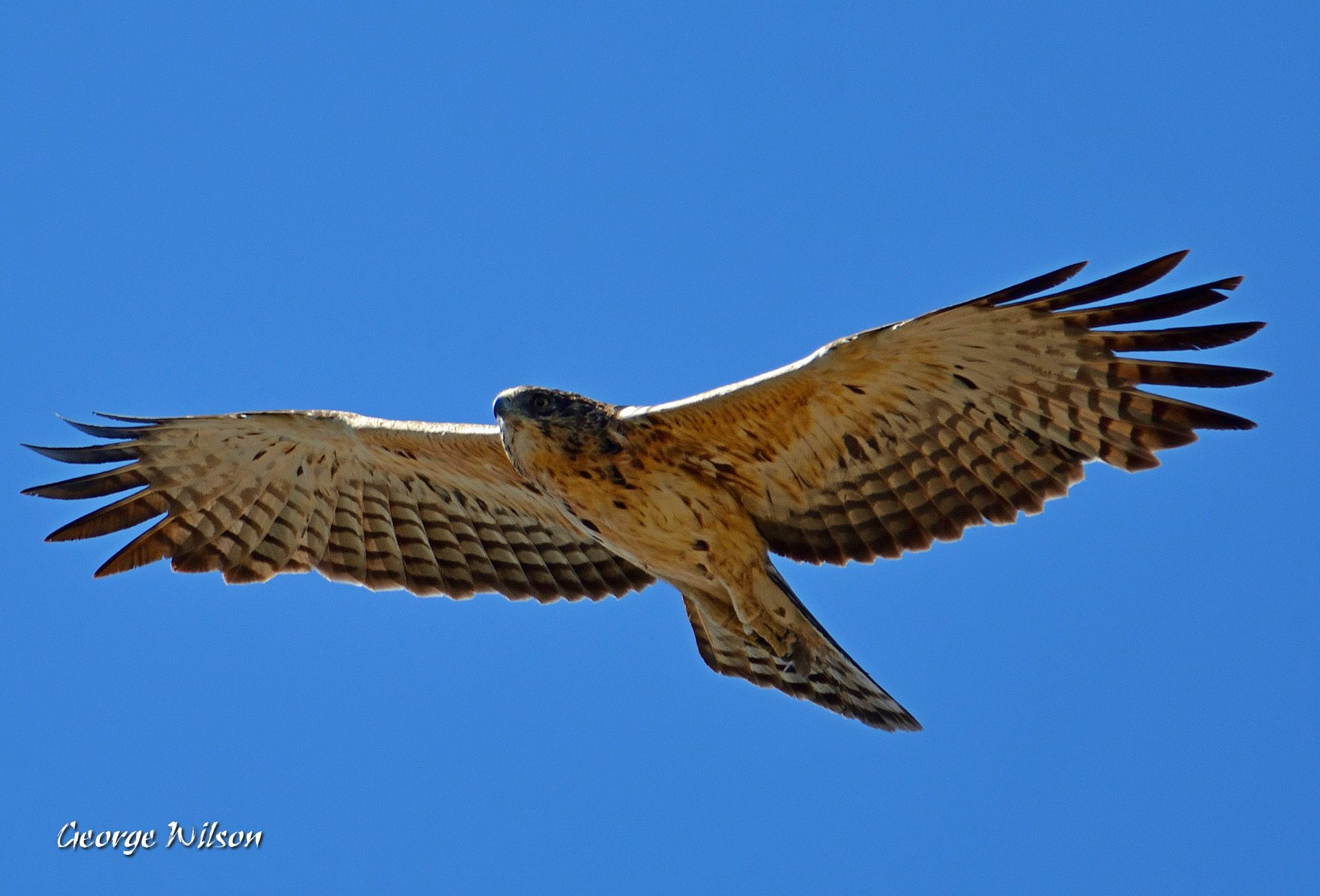
Hieraaetus ayresii

Per quanto riguarda la fauna avicola le colline ospitano razze endemiche di francolino di Shelley (Scleroptila shelleyi), pettirosso stellato (Pogonocichla stellata) e il tordo terragnolo arancio (Zoothera gurneyi). Le specie a rischio regionale includono Hieraaetus ayresii, Stephanoaetus coronatus e Polemaetus bellicosus. Inoltre le Chyulu Hills sono un importante punto di sosta, quando gli alberi della foresta sono in frutto, per gli storni di Abbott (Cinnyricinclus femoralis) mentre si spostano tra le foreste sul Kilimangiaro e gli altopiani centrali del Kenya.